# Museo de las Bellas Artes André Malraux
El museo de las Bellas Artes André Malraux se encuentra en la localidad francesa de El Havre, en la entrada del puerto.
Lleva el nombre del escritor francés André Malraux que, mientras era Ministro de Cultura, hizo de este museo una de sus prioridades. Concebido a inicios de los años 1960 por los arquitectos Lagneau y Audigier, la principal novedad de su estructura era la transparencia y flexibilidad de la misma. Fue reestructurado y renovado en 1998 por Beaudouin.
La calidad de la colección del museo contribuye a reforzar la etiqueta de "ciudad de arte e historia" que posee El Havre. Se trata de una colección variada, tanto por lo que se refiere a los periodos representados (cerca de 2.000 obras que cubren un periodo que va desde el final de la Edad Media hasta el siglo XX) como por su naturaleza (escultura, pintura...). El museo posee una destacada colección impresionista con obra de Eugène Boudin, Claude Monet y telas de Raoul Dufy.
En el año 2004, la hija de un coleccionista de El Havre, realizó una espectacular donación de 205 obras impresionistas y fauvistas. la donación incluía obras de Eugène Delacroix, Pierre-Auguste Renoir, Edgar Degas, Camille Pissarro y Henri Matisse entre otros artistas.